# За браком цвяха: якщо б Бургойн виграв під Саратогою
«За браком цвяха: якщо б Бургойн виграв під Саратогою» (англ. For Want of a Nail: If Burgoyne Had Won at Saratoga) — альтернативно-історичний роман англійського історика бізнесу Роберта Собела, вперше надрукований 1973 року. Роман зображує альтернативний світ, де Американська революція зазнала невдачі. Незважаючи на те, що це художній твір, роман має форму наукового твору, зокрема історії Північної Америки з 1763 по 1971 рік для студентів. Вигадана історія включає повний науковий апарат, зокрема бібліографію з 475 праць і 860 приміток, які цитують вигадані книги та статті; три додатки з переліком лідерів Конфедерації Північної Америки, Сполучених Штатів Мексики і Товариства Крамера; індекс; сучасна карта альтернативної Північної Америки; і передмова з подякою уявним людям за допомогу з книгою. Книга також містить рецензію професора Френка Дани, вигаданого мексиканського історика із двома книгами, переліченими в бібліографії.

## Передісторія

Розвиток Сполучених Штатів Мексики та Конфедерації Північної Америки у романі «Через відсутность гвізка», 1775–1971.

Альтернативний світ, описаний у «Через відсутность гвізка» — це історія Північної Америки, написана Робертом Собелом, істориком бізнесу. Північна Америка розподілена між двома націями: Конфедерацією Північної Америки (КПА), об’єднанням британських колоній, які номінально залишаються пов’язаними з Об’єднаною Британською імперією, і Сполученими Штатами Мексики (СШМ), двомовною нацією, яка утворилася в результаті напливу американських повстанців-емігрантів до колоніальної Мексики. До інших великих держав належать власне Об'єднана Британська імперія; Німецька імперія, яка панує над більшою частиною Європи та Близького Сходу; Японська імперія, яка домінує в Східній Азії; і Асоціацією Крамера (КА), величезна транснаціональна корпорація (схожа на Британську Ост-Індську компанію), яка виникла в СШМ, але тепер базується на Тайвані. Усі держави беруть участь у гонці ядерних озброєнь, яка почалася після вибуху атомної бомби Асоціацією Крамера в 1962 році.

## Сюжет

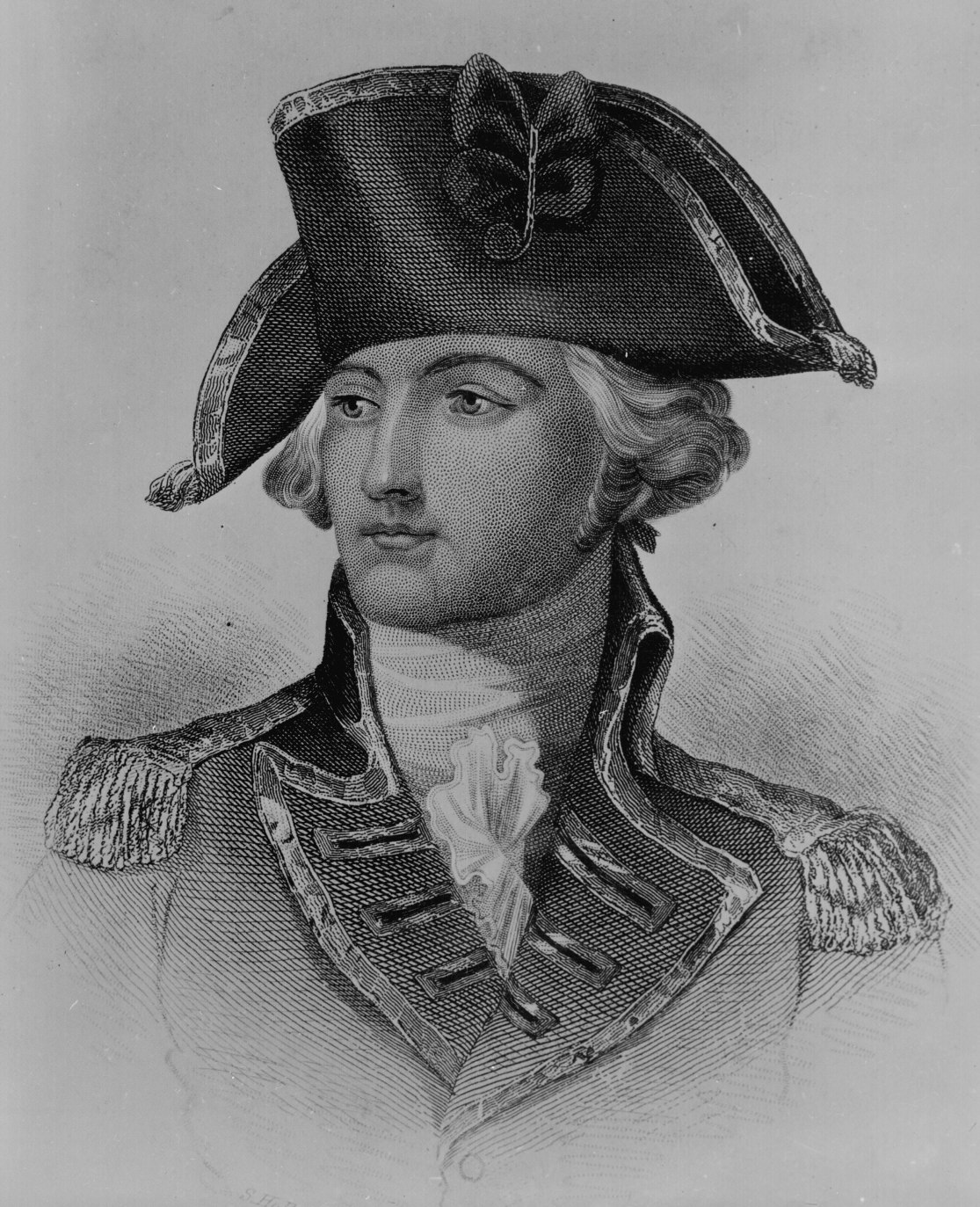
Джон Бергойн, герцог Олбані: Віце-король КПА 1782–1783 у «Через відсутность гвізка».

Події роману «За браком цвяха» розпочинаються 1763 року, після закінчення Семирічної війни. Спроби британського уряду запровадити пряме оподаткування американських колоній викликають опір колоністів, який переростає у відкрите повстання 1775 року. Вигнавши британські війська з Бостона та проголосивши незалежність, американські повстанці зазнали низки поразок і втратили контроль над Нью-Йорком, Олбані та Філадельфією до кінця 1777 року. Точка розходження з реальною історією сталася в жовтні 1777 року, коли британський генерал Джон Бергойн перемагає американських генералів Гораціо Гейтса і Бенедикта Арнольда в битві при Саратого. Прихильники примирення отримують контроль над Континентальним конгресом у 1778 році та укладають перемир’я, яке відновлює британський контроль.
У 1780 році, намагаючись запобігти подальшому повстанню, парламент Англії ухвалив «Британський проект», законопроект, який реорганізовує північноамериканські колонії в частково самоврядний домініон під назвою Конфедерація Північної Америки (КПА). Однак багато колишніх повстанців відмовляються підкорятися британському правлінню, і відбувається втеча колоністів, які виступають за незалежність, до Техаського регіону Нової Іспанії. Колишні патріоти в Техасі організовуються як штат Джефферсон на честь страченого автора Декларації незалежності. Незважаючи на те, що Французької революції вдалося запобігти, в 1795 році між Британією та Францією все одно спалахує війна, а Іспанія втягується в конфлікт на боці французів. І Джефферсон, і КПА використовують ситуацію як привід для вторгнення на територію Іспанії, і КПА поглинає території Флориди та Луїзіани, а джефферсонівці розширюються до північних берегів Ріо-Гранде. Мексика здобуває незалежність у 1805 році і відразу ж поринає в хаос і громадянську війну. Джефферсонівці врешті-решт втручаються в цю боротьбу, їх армія під командуванням Ендрю Джексона захоплює Мехіко в 1817 році. До 1819 року Джексону вдається організувати злиття Джефферсона та Мексики в Сполучені Штати Мексики (СШМ), а в 1821 році він перемагає на виборах і стає першим президентом нової країни.
У КПА індустріалізація пускає коріння в Північній Конфедерації, об’єднанні Нової Англії та середньоатлантичних колоній, а винахід бавовноочисного заводу приносить процвітання та широко поширене рабство в Південній Конфедерації. Проте стрімкий промисловий розвиток викликає ворожнечу між багатими промисловцями та робітничим класом, а фінансова криза 1835 року призводить до низки соціальних потрясінь, включаючи скасування рабства в Південній Конфедерації з економічних причин. Зрештою КПА отримує схвалення Лондона для другого Британського дизайну, щоб перетворити себе з вільного конгломерату штатів на об’єднану націю з генерал-губернатором, головною виконавчою особою якого є генерал Вінфілд Скотт. 
Після зіткнення один з одним у війні Скелястих гір (1845–1855), КПА та СШМ розходяться. КПА стає дедалі більш ізоляціоністською, і хоча вона стає процвітаючою індустріальною нацією, все ж страждає від періодичних спалахів внутрішніх громадянських конфліктів. Тим часом парламентська демократія стабілізується у двопартійній системі з проіндустріалістичною Ліберальною партією та соціал-демократичною «Народною коаліцією», які постійно обмінюються владою. «Народна коаліція» регулярно торгує владою. Внаслідок масового відтоку іммігрантів із триваючих потрясінь у Європі XIX століття виникає мультикультурне розмаїття, а в одній з конфедерацій, у Південній Вандалії, більшістю населення стають афроамериканці після того, як туди переселяються колишні раби; Квебек і Нова Шотландія отримують делегований, напівнезалежний статус. Оскільки в 1920-х роках тривають постійні конфлікти, країна приймає План Геловея, який субсидує переселення для заселення нових районів Конфедерації, одночасно розвантажуючи перенаселені міста та розсіюючи опозиційні політичні групи.
СШМ дає початок монополістичній корпорації Асоціації Крамера і вступає в період імперіалістичної експансії та диктатури наприкінці XIX століття, коли вона завойовує Центральну Америку, частину Південної Америки, Аляску та Гаваї та зрештою створює маріонеткову державу в Сибірі, який дестабілізує Російську імперію до краху. Зіткнення між мексиканським урядом й Асоціацією Крамера у 1920-х і 1930-х роках призвело до переїзду останніх на Філіппіни в 1936 році.
У 1939 році почалася світова війна, у якій британці, французи та японці протистояли німцям і мексиканцям, а КПА залишалася нейтральною. Війна завмирає, офіційно не закінчившись, у 1948 році, коли німці контролюють континентальну Європу та Близький Схід, японці контролюють Китай, Сибір і західну частину Тихого океану; Асоціація Крамера переїздить на Тайвань, контролюючи 1/6 світових ресурсів; а СШМ страждає від соціального розпаду та відновлення диктатури. КПА, розбитий колективною провиною за те, що уникнув кровопролиття та отримав від нього прибуток, розпочинає донкіхотський план іноземної допомоги.
У червні 1962 року Асоціація Крамера підриває атомну бомбу, що ввергає світ у гонку ядерних озброєнь. Британці підірвали власну бомбу в 1964 році, німці — у 1965 році, а КПА — в 1966 році. Бомба різко поляризує КПА, що призвело до відновлення внутрішніх чвар між інтернаціоналістами та мирними фракціями. Керівництво СШМ, не в змозі розробити бомбу самостійно, стає агресивним і параноїдальним, посилюючи світову напругу. Роман закінчується тим, що глобальні переговори про озброєння зриваються, а в КПА розкриваються шпигунська група СШМ.
Останній розділ — це критика історії, зроблена істориком СШМ Френком Даною, який скаржиться, що центральною тезою Собела було спрощене уявлення про те, що повстання в Північній Америці являло собою конфлікт між поміркованістю (КПА) і екстремізмом (СШМ), і що Собел отримав вигоду від Асоціації Крамера, дозволяючи читачам, можливо, побачити Собела як ненадійного оповідача історії.

## Історія написання та публікації
Собел написав книгу влітку 1971 року, щоб зайняти себе в перервах між контрактами на книгу. Початкова назва романа була «Скорпіони в пляшці», але його агент переконав змінити її. Надихнув Джеффа Вайнпера, колишнього студента Собела, який пізніше загинув під час війни у В’єтнамі, і якому присвячена книга, написати контрфактологічну історію. Ще одна мета роману полягала в тому, щоб підробити зростаючу тенденцію в академічній історії до перенавантаженості виносками, нечитабельної щільної прози (чим обурливіше твердження, зроблене в тексті, тим щільніші виноски). Кожен розділ був написаний у стилі окремого академічного історика, а завершальна критика Френка Дани ґрунтувалася на жорстоких рецензіях, поширених в історичних журналах. Собел взяв імена історичних героїв та академічних істориків у друзів, тодішніх і колишніх студентів.
Роман «Через відсутность гвізка» у твердій обкладинці було опубліковано в березні 1973 року видавництвом Macmillan. Книгу рецензували в декількох газетах, а також на сторінках журналу «Тайм». «Через відсутность гвізка» була зрештою перевидана у твердій палітурці в 1997 році Greenhill Books у Великій Британії, видавцем військової історії, після того, як видавець Greenhill дізнався про книгу від редактора Military Book Club під час обіду в Нью-Йорку. У 1997 році Роберта Собела за роман відзначили нагородою за спеціальні досягнення в галузі альтернативної історії. У 2002 році видавництво Greenhill Books опублікувало роман у м’якій палітурці.

### Історія видань
- Macmillan Company, березень 1973 (тверда палітурка). LCCN 72084742-{{{3}}}.
- Greenhill Books, вересень 1997 (тверда палітурка). ISBN 1-85367-281-5.
- Greenhill Books, серпень 2002 (м'яка палітурка). ISBN 1-85367-504-0.